# Анастасия Белзская
Анастасия Александровна (пол. Anastazja Bełska; XIII в.) — княжна из рода Рюриковичей, в браке княгиня-консорт Мазовии.
Дочь князя Белзского Александра Всеволодовича и дочери Великого князя Киевского Владимира Рюриковича.
Между 1245 и 1247 годами Анастасия стала второй женой мазовецкого князя Болеслава I (ок. 1208 — 1248). Однако весной следующего года он умер. Детей у них не было.
После смерти Болеслава вышла замуж за венгерского магната, королевского судью Деметра Абу (ум. в 1251), у которого это тоже был второй брак. У них был, по крайней мере, один сын – Петер.